# Tenax I

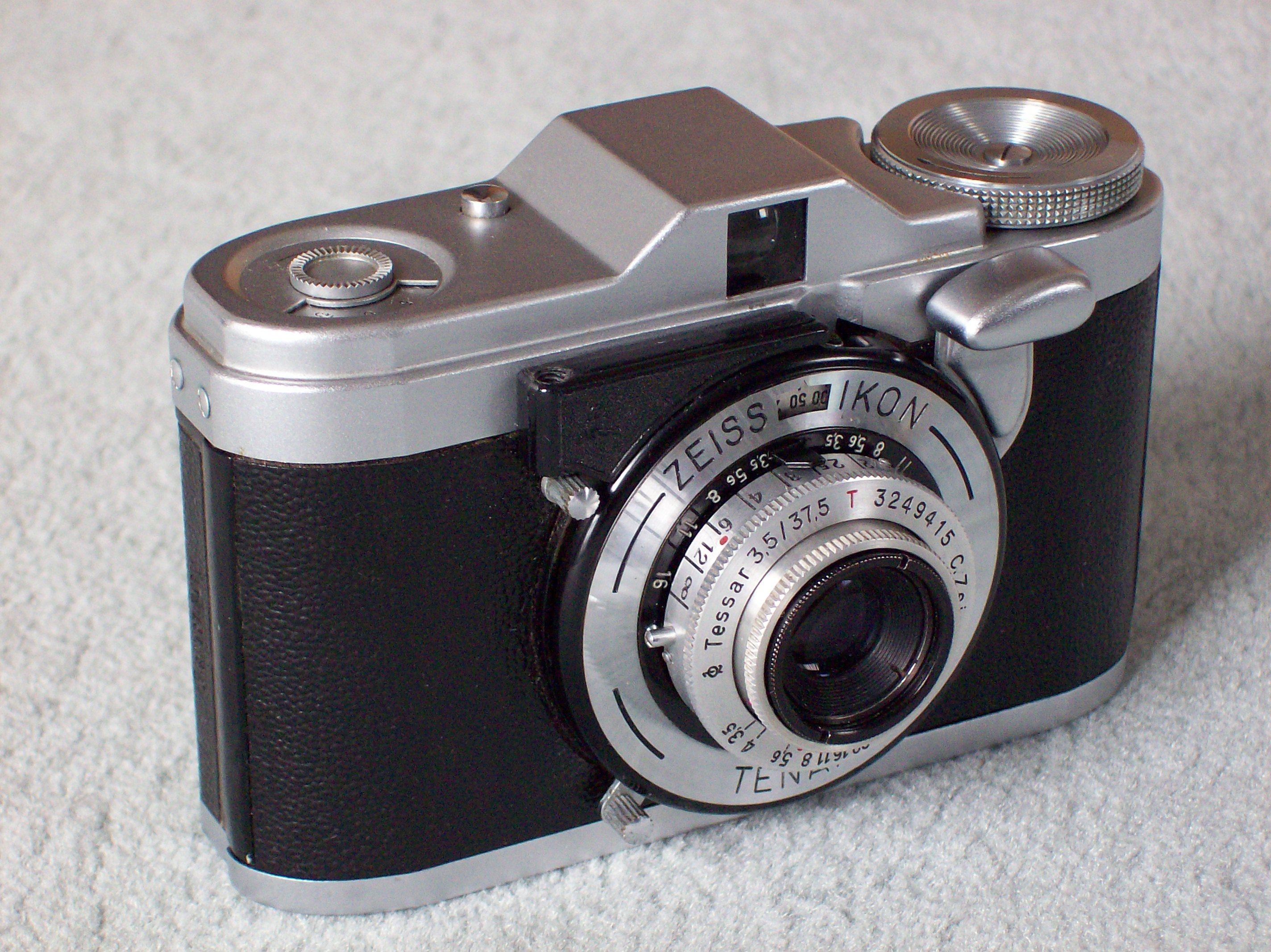
Die Tenax I wurde bis ca. 1953 in Dresden gefertigt.

Tenax mit Klappsucher..

Die Tenax I ist eines der frühen Kameramodelle für Kleinbildfilme. Sie wurde von Zeiss Ikon ab 1939 produziert.

## Geschichte
In den späten 1920er Jahren gewann bei Leica und Zeiss Ikon das Kleinbildkameraformat an Interesse, da damit sehr kleine und kompakte Kameras bei gleichzeitig guter Bildqualität realisiert werden konnten.
Nachdem bereits 1930 eine Tenax erschienen war, kam 1939 eine noch kleinere Version auf den Markt. Sie erhielt den Namen Tenax I, während das aufwendiger konstruierte Schwestermodell in Tenax II umbenannt wurde. Die ersten Modelle waren mit einem Klappsucher ausgestattet, der obgleich sehr kompakt beim Transport bequem zu benutzen war. Kriegsbedingt endete die Produktion 1941.
Nach dem Zweiten Weltkrieg wurde die Produktion 1948 in Dresden wieder aufgenommen. Um 1953 wurde die Kamera modifiziert und bekam einen fest ins Gehäuse integrierten Sucher und einen verbesserten Aufzug. Kurze Zeit später wurde sie in Taxona umbenannt, da die Rechte an den Marken von Zeiss Ikon Eigentum des im westlichen Teil Deutschlands verbliebenen Firmenteils wurden.

## Technik
Die Tenax I ist für Kleinbildfilme ausgelegt, belichtet jedoch im Format 24 mm × 24 mm. Somit passen auf einen handelsüblichen Kleinbildfilm für 36 Aufnahmen mit dieser Kamera 50 quadratische Bilder. Der Filmtransport erfolgt über einen Hebel neben dem Objektiv. Zum Rückspulen wird die Antriebspule mit einem Knopf neben dem Sucher entsperrt, der leicht mit dem Auslöser verwechselt werden kann. Nun kann der Film mit dem großen Rändelrad in die Patrone zurückgezogen werden.
Die Kamera ist mit einem Novar-Objektiv (später Tessar) von Carl Zeiss Jena mit 37,5 mm fester Brennweite und einem Compur- (später Tempor-)Verschluss ausgestattet, welcher Belichtungszeiten zwischen 1/300 s und 1 s einschließlich einer beliebig langen manuellen Öffnung erlaubt. 
Die Kamera kann auf ein Stativ gesetzt werden. Späte Versionen erhielten auch eine Blitzsynchronisation und ein Gewinde für einen Drahtauslöser.